# Jerzy Siemasz
Jerzy Stanisław Siemasz (ur. 13 listopada 1939 w Kowlu, obecnie na Ukrainie) – polski tłumacz, literat, autor piosenek, lektor języka angielskiego.

## Życiorys
Dzieciństwo spędził w okupowanej Warszawie, w młodości podróżował po świecie.
Ukończył Technikum Handlu Zagranicznego, następnie Wydział Filologii Angielskiej Uniwersytetu Warszawskiego.
W 2009 otrzymał Odznakę Honorową Stowarzyszenia Autorów ZAiKS.

## Niektóre przedmioty dorobku twórczego
- Współautor kursu „American English for Poles” (Instytut Lingwityki Stosowanej UW) przy współpracy Center of Applied Linguistics, Arlington Virginia, USA. Kurs powstał pod redakcją Williama Carola, Zofii Jancewicz, Johna Kane, Andrzeja Kopczyńskiego, Jerzego Siemasza i Leszka Suchorzewskiego; wydawca Wiedza Powszechna,
- wykładowca w Instytucie Lingwistyki Stosowanej w latach 1972–1977 (Studium Tłumaczy Konferencyjnych) przy UW,
- członek pierwszego zespołu tłumaczy komputerowych skupionych wokół Jacka Karpińskiego,
- współautor algorytmizacji gramatyki języka angielskiego w przygotowaniu do tłumaczeń maszynowych,
- współtwórca (wraz z Andrzejem Kopczyńskim i Leszkiem Suchorzewskim) pierwszych w Polsce laboratoriów językowych i nauczania z wykorzystaniem elektronicznych środków dydaktycznych,
- autor cotygodniowej audycji „3 minuty dla poliglotów” (o języku i kulturze anglo-amerykańskiej) w Polskim Radiu Bis (od założenia w 1994 roku),
- wykładowca warsztatów wokalizacji jazzowej 87-94,
- główny tłumacz napisów angielskich w polskich filmach fabularnych i dokumentalnych eksportowanych na Zachód (m.in. TVP, TOR, Perspektyw, Studio A),
- tłumacz teatralny sztuk, adaptator filmów na scenę, m.in. Sekskomedia nocy letniej Woody Allena (Teatr Współczesny w Szczecinie), Zagraj to jeszcze raz, Sam, musicalu Amerykanin w Warszawie (Teatr Studio 1992),
- 1992 – piosenki do musicalu Amerykanin w Warszawie w Teatrze Studio; autor libretta Michael Hackett,
- 2002 – polska wersja libretta Grease w Romie, Warszawa i w Teatrze Muzycznym w Gdyni do dziś w 2015,
- autor angielskiej wersji musicalu Sztukmistrz z Lublina.